# Lauritz Olsen
Lauritz Olsen, född 10 augusti 1872 i Köpenhamn i Danmark, död 9 maj 1955 i Köpenhamn, var skådespelare.
Lauritz Olsen var som liten barnskådespelare vid Pantomimeteatret på Tivoli. Som vuxen debuterade han 1890 i ett resande teatersällskap, och blev en uppskattad varietéskådespelare. Han engagerades därefter vid Odense Teater. Under 1930-talet medverkade han i en rad folklustspel på Casino Teatret. Han filmdebuterade 1907 och blev en av Lau Lauritzens favoritskådespelare. Han kom att medverka i cirka 200 stumfilmer 1907–1928. 
Vid sidan av skådespelarkarriären utbildade sig Olsen till köksmästare.

## Filmografi (urval)
- 1955 - Blændværk
- 1948 - Tre år efter
- 1921 – Silkesstrumpan
- 1921 – Kärlek och hypnotism
- 1911 - Den hvide Slavehandel II
- 1910 - København ved Nat